# Lina Hedlund
Lina Maria Hedlund, född 28 mars 1978 i Kilafors i Hanebo församling i Gävleborgs län, är en svensk sångare och tidigare medlem av musikgruppen Alcazar. Hon är även verksam som röstskådespelare.

## Biografi
Lina Hedlund deltog i Melodifestivalen 2002 tillsammans med sin syster Hanna. Låten de framförde hette "Big Time Party" och slutade på nionde plats i finalen. Året därpå tävlade hon ensam i en deltävling i Melodifestivalen; låtens titel var "Nothing Can Stop Me" och gick till andra chansen men gick inte vidare till final. Senare samma år släppte hon singeln "Lady Bump".
År 2005 hade Lina Hedlund, vid sidan om systern Hanna, en av huvudrollerna i Ted Gärdestad-musikalen Sol, vind och vatten på Chinateatern. Under sommaren 2007 gick hon med i bandet Alcazar för en spelning på klubben G-A-Y i London. Bandet bestämde sig för att fortsätta med Hedlund, Andreas Lundstedt och Tess Merkel som medlemmar.
Tillsammans med Alcazar deltog Hedlund i Melodifestivalen 2009. Deras bidrag hette "Stay the Night" och tog sig direkt vidare till final i Globen. År 2010 gick de till andra chansen med Headlines.
Lina Hedlund gjorde hösten 2011 debut som TV-programledare i musiktävlingen Copycat Singers som sändes på TV3. Hon har även varit programledare för webbserien Sveriges bästa musik på digitallive.eu
Den 22 maj 2015 avgav hon sin röst som en av jurymedlemmarna i den svenska jurygruppen till Eurovision Song Contest 2015. Juryns röster presenterades dagen efter i samband med Eurovision Song Contests final.
Alcazar splittrades den 1 januari 2019 efter 20 år som grupp. Hedlund medverkade i Melodifestivalen 2019, tredje deltävlingen med låten "Victorious" där hon gick direkt till finalen.
Hedlund är även verksam som röstskådespelare, där hon bland annat har dubbat Twilight Sparkle i My Little Pony: Vänskap är magisk och Smurfan i Smurfarna 2.

## Privatliv
Lina Hedlund är sambo med Nassim Al Fakir. Paret har två söner, födda 20 mars 2012 och 6 oktober 2016. Al Fakir friade till Hedlund på Friends arena under Sweden International Horse Show i december 2018 (varpå hon jublande svarade ”ja”).
Lina Hedlund är yngre syster till sångaren Hanna Hedlund. 

## Diskografi
- 2002 – Big Time Party (duett med Hanna Hedlund)
- 2003 – Lady Bump
- 2003 – Nothing Can Stop Me
- 2019 – Victorious
- 2019 - Breathe
- 2019 - Deeper love
- 2022 - MeloDrama Queen (duett med Nanne Grönvall)
- 2024 - Just like that (I like it) (Andreas Lundstedt feat. Annikafiore, Lina Hedlund & Tess Merkel)

## Filmografi
- 2007-2012 Roller i säsongerna 2-4 av Jonson och Pipen
- 2008 – Star Wars: The Clone Wars (röst som TC-70)
- 2009 – Tingeling och den förlorade skatten (solosång)
- 2009 – Monsters vs Aliens (röst som Susan Murphy / Enormica)
- 2009 – Alvin och gänget 2 (röst som Brittany & Julie)
- 2010 – Tingeling och älvornas hemlighet (berättare & solosång)
- 2010 – My Little Pony: Vänskap är magisk (röst som Twilight Sparkle)
- 2010 – Marmaduke (röst som Mazie)
- 2011 – Alvin och gänget 3 (röst som Brittany)
- 2011 – Mästerkatten (röst som Kitty Mjuktass)
- 2012 – Teenage Mutant Ninja Turtles (röst som Karai)
- 2012 – Barbie: Prinsessan och Rockstjärnan (röst som Keira)
- 2013 – Smurfarna 2 (röst som Smurfan)
- 2014 – Pingvinerna från Madagaskar (röst som Eva)
- 2015 – Alvin och gänget: Gasen i botten (röst som Brittany & TSA-konstapel Jane Johnson)
- 2016 – Kubo och de två strängarna (röst som systrarna)
- 2017 – My Little Pony: The Movie (röst som Twilight Sparkle)
- 2017 – Baby-bossen (röst som Janice Templeton)
- 2018 – Smallfoot (röst som Kolka)
- 2018 – She-Ra och prinsessrebellerna (röst som Kattra)
- 2018 – Draug (som Hel)
- 2019 – Familjen Addams (röst som Morticia Addams)
- 2019 – UglyDolls (röst som Kitty)
- 2019 – The Angry Birds Movie 2 (röst som Silver)
- 2021 – Familjen Addams 2 (röst som Morticia Addams)
- 2024 – Smartare än en femteklassare

## Teater

### Roller (urval)
- 2003 – Tina Ljungberg i Var är Zlatan? av Anders Albien, regi Anders Albien, Halmstads Teater